# Керашева, Зайнаб Ибрагимовна
Зайна́б Ибраги́мовна Кера́шева (1923—1998) — советский и российский лингвист, кавказовед и общественный деятель. Первая в Адыгее женщина — доктор филологических наук (1969), профессор (1970), заслуженный деятель науки РСФСР (1982) и Республики Адыгея (1993). Действительный член Адыгейской международной академии наук (1995), лауреат международной премии им. А. С. Чикобава (посмертно).

## Биография
Племянница классика адыгейской литературы Тембота Керашева. После того как мать Зайнаб Керашевой Айдхан овдовела, Тембот Магометович взял в дом сестру с двумя малолетними дочерьми и воспитал их.
Окончила Адыгейский государственный учительский институт (1945), затем — отделение кавказских языков Тбилисского государственного университета (1950), где под руководством А. С. Чикобава продолжила учёбу в аспирантуре кавказского отделения. По окончании аспирантуры в 1953 году защитила кандидатскую диссертацию «Особенности шапсугского диалекта адыгейского языка». В 1969 году состоялась защита докторской диссертации «Основные синтаксические функции финитных и инфинитных глаголов в адыгских языках».
В 1954—1964 годах совмещала работу заведующего сектором языка Адыгейского НИИ с преподаванием на кафедре адыгейского языка и литературы Адыгейского государственного педагогического института.
С 1964 года — преподаватель, а позже (1976—1992) — заведующий кафедрой адыгейского языка и литературы филологического факультета АГПИ.
С 1993 года работала ведущим научным сотрудником Адыгейского республиканского института гуманитарных исследований и по совместительству профессором кафедры адыгейского языка и литературы АГУ (бывший АГПИ).

## Научная и общественная деятельность
З. И. Керашева исследовала вопросы морфологии, синтаксиса, диалектологии и лексикографии адыгейского языка. Опубликовала более ста научных работ.
Впервые в истории адыгской лексикографии З. И. Керашева разработала принципы составления толкового словаря с учётом грамматических особенностей агглютинативного полисинтетического адыгейского языка. Совместно с А. А. Хатановым на этой основе был составлен и издан «Толковый словарь адыгейского языка». В научной «Грамматике адыгейского языка», написанной совместно с Г. В. Рогава, по-новому освещается сущность ряда морфологических категорий и синтаксических конструкций адыгейского языка.
Член Учебно-методического совета при министерстве науки и образования Республики Адыгея, Совета по адыгейскому языку при президенте Республики Адыгея (1996) и Комитета по совершенствованию и унификации алфавитов адыгских литературных языков. На II конгрессе входила в состав Международной черкесской организации (1993). Избиралась депутатом в Верховный Совет СССР (1958) и неоднократно — депутатом в Краснодарский краевой и Адыгейский областной советы депутатов трудящихся.

## Память
В 1997 году на факультете адыгейской филологии открыт Кабинет научного наследия З. И. Керашевой, в котором хранятся её статьи, монографии, рукописи, книги из личной библиотеки.  На протяжении многих лет университет регулярно организует и проводит международные научно-практические конференции «Актуальные проблемы общей и адыгской филологии», посвященные памяти З. И. Керашевой.
В Научной библиотеке Адыгейского госуниверситета хранится обширная  частная коллекция литературы по общему и кавказскому языкознанию З. И. Керашевой, включая труды адыгейских языковедов  М. Кумахова,  Ж. Шаова, А. Хатанова, З. Блягоза, Ю. Тхаркахова и других.

## Основные работы
- Особенности шапсугского диалекта адыгейского языка. Майкоп, 1957. — 147 с. (Ссылка на файл)
- Толковый словарь адыгейского языка. Майкоп; Краснодар, 1960. — 696 с. (Совм. с А. А. Хатановым)
- Грамматика адыгейского языка. Майкоп; Краснодар, 1966. — 462 с. (Совм. c Г. В. Рогава) (Ссылка на файл)
- Предложения с финитными и инфинитными глаголами в адыгских языках. Тбилиси, 1984. — 230 с.
- Избранные труды и статьи. В 2 т.: Т. 1. Майкоп, 1995. — 552 с. Т. 2. Майкоп, 1995. — 697 с.